# Pachyrrhiza argentata
Pachyrrhiza argentata är en tvåvingeart som beskrevs av Frederick Frost Blackman 1968. Pachyrrhiza argentata ingår i släktet Pachyrrhiza och familjen stilettflugor. Inga underarter finns listade i Catalogue of Life.